# 洪坝乡
洪坝乡，是中华人民共和国四川省甘孜藏族自治州九龙县下辖的一个乡镇级行政单位。

## 行政区划
洪坝乡下辖以下地区：
中心村和羊圈门村。